# 李維喬
李維喬（？—1625年），字良父，號蓼水，江西南昌府丰城县南湖人。

## 生平
博综群书，兼长古今文体，考试辄第一。登万历三十七年（1609年）己酉科江西乡试举人，四十七年（1619年）己未科進士，授常州府武进知县。被尚书孙慎行称为廉能县令。以疏节忤上司意，解任归。天啓四年（1624年）改武学教授，五年卒。

## 家族
曾祖李光良，祖父李大显，父李廷舒，庠生。